# Традиционная еда

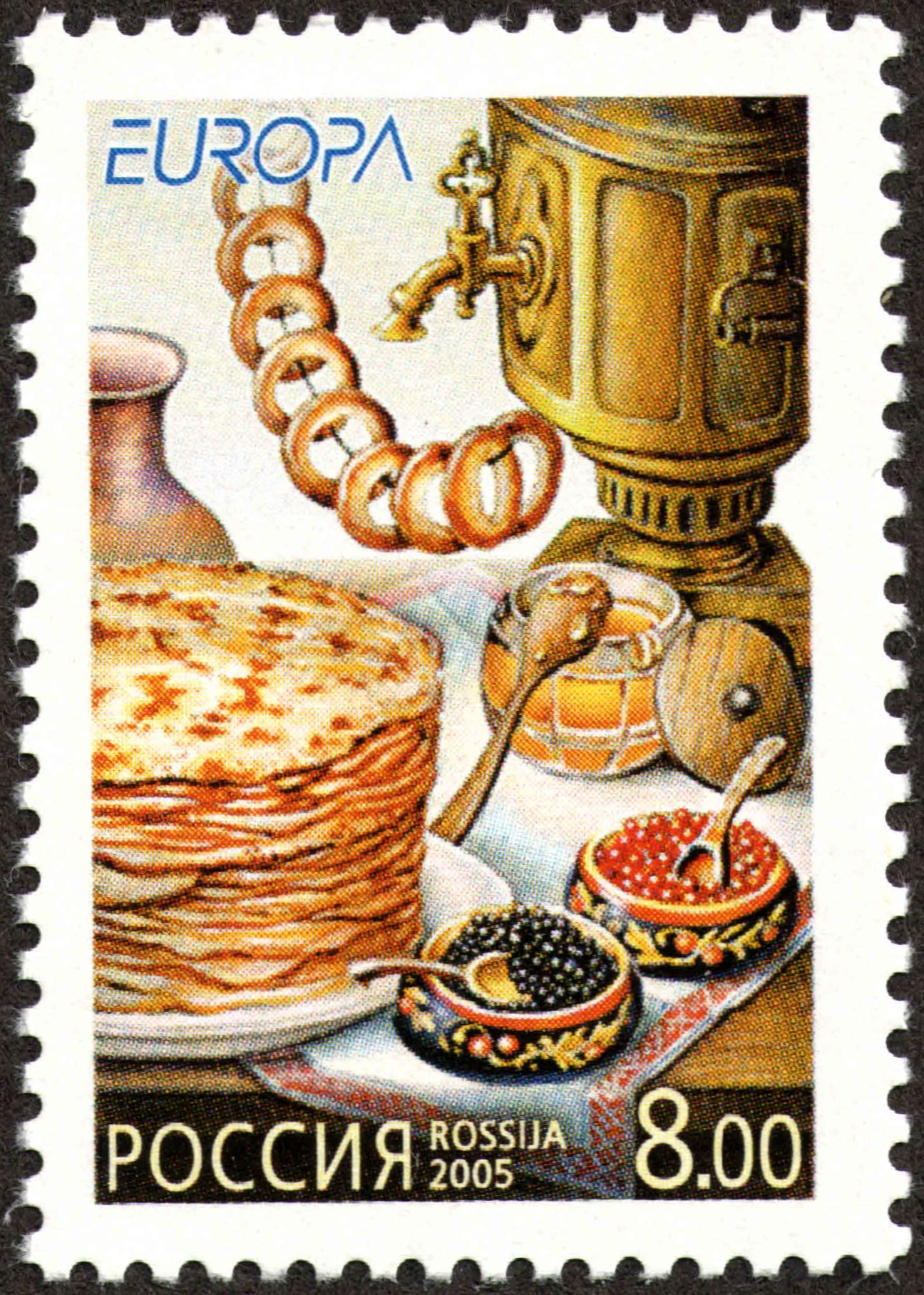
Блины – русская традиционная еда

Традиционная еда или Традиционная пища — это продукты питания и блюда, которые передаются из поколения в поколение или которые употребляются в течение многих поколений. Традиционные продукты питания и блюда являются традиционными по своей природе и могут иметь исторический прецедент в виде национального блюда, региональной кухни или местной кухни. Традиционные продукты питания и напитки могут готовиться/производиться как домашними хозяйствами, ресторанами и небольшими производителями, так и крупными предприятиями пищевой промышленности. Формирование традиционной пищи происходило под влиянием природных, социальных и политических факторов
Некоторые традиционные продукты питания имеют статус географического указания происхождения их с определенной территории, страны, региона или местности в обозначениях Европейского Союза согласно схемам Европейского Союза географических указаний и традиционных специалитетов: защищенное обозначение происхождения (PDO), защищенное географическое указание (PGI) и гарантированные традиционные деликатесы (TSG). Эти стандарты служат для продвижения и защиты названий качественных сельскохозяйственных продуктов и продуктов питания.

## Разница между традиционной и типичной
Хотя их часто используют как синонимы, термины «традиционная» кухня и «типичная» кухня считаются двумя разными концепциями согласно кулинарной антропологии. Традиционная кухня относится к кулинарным обычаям, которые неизменно передаются устно, в небольшом масштабе в семье, и в большом масштабе в сообществе как часть его культуры и идентичности. С другой стороны, когда мы говорим о типичной (или «популярной») кухне, это та, которая нравится большинству людей в каком-то месте и которая массово копируется. Таким образом, традиционное блюдо может быть типичным и наоборот, но не все типичные блюда являются традиционными и не все традиционные блюда являются типичными.
Большинство традиционных блюд возникли из мастерства домохозяек, которые творчески и разумно сочетали методы и ингредиенты, которые у них были под рукой, чтобы создать новые рецепты. Если людям нравится этот рецепт, он становится достойным подражания. Другими словами, он распространяется и копируется так много раз, что становится классическим рецептом. По этой причине кулинарная традиция состоит из огромного разнообразия классических рецептов, которые обязательно связаны с землей происхождения, определенными продуктами и определенными местными привычками. Есть классические рецепты, которые могут быть преданы забвению и исчезнуть навсегда, но если их потреблять массово, они становятся частью типичной кухни того или иного места. Мексиканский кулинарный антрополог Мару Толедо добавляет к этому процессу третью концепцию, которая заключается в концепции «типичной коммерческой» кухни , чего не существовало до коммерциализации кухни (процесс, который произошел совсем недавно, если мы проследим полную хронологию истории еды).

## Коммерциализированная кухня
Коммерциализированная кухня присваивает характеристики традиционной (даже одно и то же прилагательное «традиционная» во многих случаях), но ее цель — не что иное, как экономическая прибыль. По этой причине она не хочет углубляться ни в происхождение, ни в контекст, не говоря уже о разнообразии блюд, которые она продает. Наконец, основная масса населения, как правило, не имеющая особых кулинарных знаний, считает, что еда, которую она покупает, ее собственная, таким образом происходит своего рода аккультурация еды и упрощение разнообразия продуктов, методов, рецептов и других кулинарных аспектов традиции.